# Stictotarsus roffii
Stictotarsus roffii är en skalbaggsart som först beskrevs av Clark 1862.  Stictotarsus roffii ingår i släktet Stictotarsus och familjen dykare. Inga underarter finns listade i Catalogue of Life.